# Martin Wiehle
Martin Wiehle, né le 23 octobre 1926 à Breslau et mort le 10 mai 2023, est un historien allemand.

## Biographie
Pendant la Seconde Guerre mondiale, Wiehle est déployé comme soldat allemand dans la défense anti-aérienne et la marine de 1943 à 1945. Dans la période d'après-guerre, il travaille comme ouvrier agricole dans l'arrondissement de Bremervörde (de) jusqu'en 1946, avant d'être employé comme mineur à Rositz en Thuringe jusqu'en 1948. Il suit ensuite de 1948 à 1951 un enseignement collégial technique à l'école des bibliothécaires d'Iéna. De 1951 à 1954, il travaille comme bibliothécaire au département des bibliothèques régionales, d'abord à Iéna et plus tard à Weimar. En 1954, il devient directeur de la bibliothèque municipale et régionale Wilhelm Weitling à Magdebourg. Il occupe ce poste pendant plus de trois décennies jusqu'en 1991. De 1957 à 1963, Wiehle suit un cours d'histoire par correspondance à l'Université Humboldt de Berlin, dont il obtient son diplôme d'historien.
À partir de 1955, il publie des ouvrages sur des sujets historiques et biographiques. L'accent est mis sur l'histoire régionale et des bibliothèques ainsi que sur les publications liées aux bibliothèques. Ses mérites incluent plusieurs ouvrages sur l'histoire de la région de Magdebourg, dont le Magdeburger Börde et l'Altmark. Il travaille également sur le Magdeburger Biographisches Lexikon publié en 2002.

## Travaux
- 450 Jahre Magdeburger Stadtbibliothek, 1975, Herausgeber
- Beiträge zur Weitlingforschung, Band 1, 1986
- Schätze der Stadtbibliothek Magdebourg, 1992
- Magdeburger Persönlichkeiten, 1993  (ISBN 3-910146-06-6)
- Altmark-Persönlichkeiten, 1999  (ISBN 3-932090-61-6)
- Bördepersönlichkeiten, 2001  (ISBN 3-935358-20-2)